# Мёнчин (гмина)
Мёнчин (пол. Miączyn) — сельская гмина (волость) в Польше, входит как административная единица в Замойский повет, Люблинское воеводство. Население — 6096 человек (на 2008 год).
Административный центр гмины — деревня Мёнчин (Люблинское воеводство).

## Сельские округа
1. Гдешин
2. Гдешин-Колёня
3. Жукув
4. Завалюв
5. Завалюв-Колёня
6. Конюхы
7. Конюхы-Колёня
8. Котлице
9. Котлице-Колёня
10. Министрувка
11. Мёнчин
12. Мёнчин-Колёня
13. Мёнчин-Стацья
14. Невиркув
15. Невиркув-Колёня
16. Поддомброва
17. Свидники
18. Франкамёнка
19. Хорышув
20. Хорышув-Колёня
21. Чарторя

## Соседние гмины
1. Гмина Вербковице
2. Гмина Грабовец
3. Гмина Комарув-Осада
4. Гмина Ситно
5. Гмина Тшещаны
6. Гмина Тышовце